# 阿赫特迪克湖

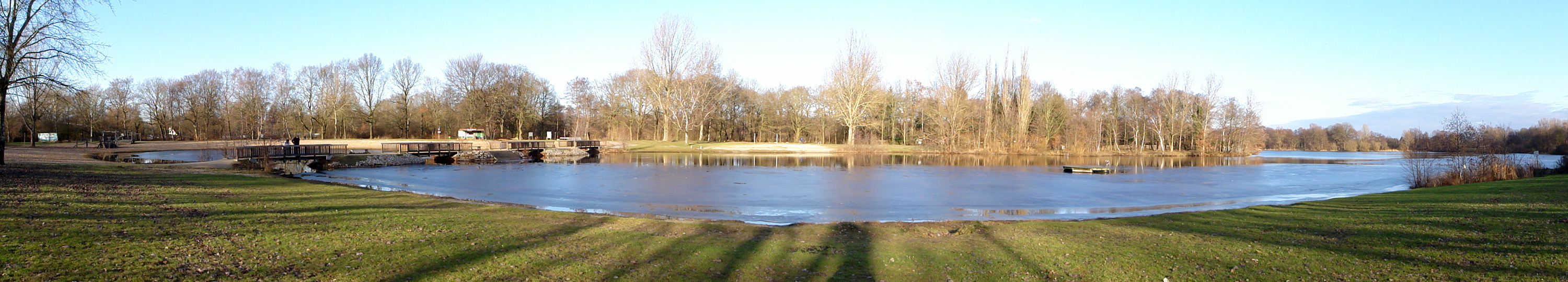

53°4′49″N 8°55′12″E / 53.08028°N 8.92000°E
阿赫特迪克湖（德語：Achterdieksee），是德國的湖泊，位於該國西北部，由不來梅州負責管轄，面積0.08平方公里，平均水深9.2米，最大水深15.3米，水體容量70.4萬立方米。